# Meryta latifolia
Meryta latifolia là một loài thực vật có hoa trong Họ Cuồng cuồng. Loài này được (Endl.) Seem. mô tả khoa học đầu tiên năm 1862.